# Selaginella siamensis
Selaginella siamensis là một loài dương xỉ trong họ Selaginellaceae. Loài này được Hieron. mô tả khoa học đầu tiên năm 1901.